# Жупанија Арад
Арад (рум. Judeţul Arad, мађ. Arad megye) је жупанија у Румунији, у њеном западном делу. Управно средиште жупаније је истоимени град Арад.

## Положај
Жупанија Арад је погранична жупанија према Мађарској на западу. Са других стана окружују је следеће жупаније:
- ка северу: Бихор
- ка истоку: Алба
- ка југоистоку: Хунедоара
- ка југу: Тимиш

## Природни услови
Жупанија већим делом припада историјској покрајини Кришана, док мали, јужни део припада Банату. Већим делом је равничарска (Панонска низија), док се на истоку издижу брда Бихора. Река Мориш је главни водоток у жупанији.

## Становништво
| 1948.   | 1956.   | 1966.   | 1977.   | 1992.   | 2002.   | 2011.   | 2021.   |
| ------- | ------- | ------- | ------- | ------- | ------- | ------- | ------- |
| 476.207 | 475.620 | 481.248 | 512.020 | 487.617 | 410.143 | 461.791 | 430.629 |

Према попису из 2021. године, жупанија Арад је имала 430.629 становника што је за 20.486 мање (-4,76%) у односу на 2011. када је на попису било 461.791 становника. По броју становника је 18. највећа од 41 румунске жупаније (19. рачунајући и Букурешт).
Арад спада у вишенационалне жупаније Румуније и по последњем попису из 2021. године већину становништва чинили су Румуни (77,46%), а од мањина највише има Мађара (6,27%) и Рома (4,08%). У свим административно-територијалним јединицама већину становништва чине Румуни, осим у општинама Перегу Маре, Зеринд и Доробанци у којима већину чине Мађари.
| Етнички састав према попису из 2021.‍ | Етнички састав према попису из 2021.‍ | Етнички састав према попису из 2021.‍ | Етнички састав према попису из 2021.‍ | Етнички састав према попису из 2021.‍ |
| ------------------------------------ | ------------------------------------ | ------------------------------------ | ------------------------------------ | ------------------------------------ |
|                                      |                                      |                                      |                                      |                                      |
| Румуни                               | Румуни                               |                                      | 317.713                              | 77,46%                               |
| Мађари                               | Мађари                               |                                      | 25.731                               | 6,27%                                |
| Роми                                 | Роми                                 |                                      | 16.747                               | 4,08%                                |
| Словаци                              | Словаци                              |                                      | 3.310                                | 0,81%                                |
| Немци                                | Немци                                |                                      | 2.000                                | 0,49%                                |
| Украјинци                            | Украјинци                            |                                      | 941                                  | 0,23%                                |
| Срби                                 | Срби                                 |                                      | 510                                  | 0,12%                                |
| Бугари                               | Бугари                               |                                      | 510                                  | 0,12%                                |
| Италијани                            | Италијани                            |                                      | 353                                  | 0,09%                                |
| Остали                               | Остали                               |                                      | 1.027                                | 0,25%                                |
| Непознато                            | Непознато                            |                                      | 41.301                               | 10,07%                               |